# تيك تاك
تيك تاك أو ما تعرف بعلكة كارلو انشلوتي (مدرب نادي ريال مدريد الإسباني) إنجلترا هي العلامة التجارية، للحلوا النعناع الصلبة الصغيرة، المصنعة من قبل مصنع الحلوى الإيطالية المشهورة فيريرو، ومتاحة في مجموعة متنوعة من النكهات في أكثر من 100 دولة
أنتجت تيك تاك التقييم التقني للمرة الأولى في عام 1969. وهي تباع عادة في صناديق بلاستيكية شفافة صغيرة مع غطاء المفصلي الوجه للعمل المعيشة. في الأصل، تم صبغ تيك تاك ألوان معينة للنكهات مختلفة. في العديد من البلدان، يتم تلوين صناديق بلاستيكية شفافة ولكن الفعلية القطع تيك تاك هم من البيض.

## التاريخ
أدخلت تيك تاك أول مرة من قبل فيريرو في عام 1969، تحت اسم «النعناع المنعش». في عام 1970، تم تغيير الاسم إلى تيك جان التقييم التقني، للالنقر النعناع في الحاوية الخاصة بهم. بالإضافة إلى «أورانج» الأصلي، ونكهة النعناع الطازجة، تم إضافة العديد من أصناف جديدة منها: اليانسون، القرفة (أو «شتاء أدفأ»)، وهي مزيج البرتقال والعنب في عام 1976، النعناع، النعناع بواراينت، والتفاح الحامض واليوسفي، tangarine، التوت، البرتقال الطازج والفراولة وينترغرين، والجريب فروت الوردي والبرتقالي والجير معا الكرز، الفواكه العاطفة (في عام 2007) والخ.......
وشملت الابتكارات الأخرى حزم هدية العيد لل عيد الميلاد، عيد الفصح، عيد القديس باتريك، وعيد الحب.

## التصنيع
يتم تصنيع 45٪ من التيك في العالم في مصنع فيريرو في كورك، أيرلندا

## المعلومات الغذائية
كل 100 غرام - الطاقة 1663 كج (391 سعرة حرارية)، بروتين 0.1 غرام، الكربوهيدرات 97.5 غرام، والدهون 0.4 غرام.
لكل تيك تاك - الطاقة 8 كج (2 كيلو كالوري)، البروتين 0 غرام، الكربوهيدرات 0.5 غرام، والدهون 0 .

## المنتجات
- فيريرو روشيه
- كيندر بوينو
- نوتيلا